# Pisa-Klasse
Die Pisa-Klasse bestand aus drei in Italien in der ersten Dekade des 20. Jahrhunderts gebauten Panzerkreuzern.

## Geschichte
Zwei Schiffe waren für die Königlich Italienische Marine (Regia Marina), das dritte Schiff ging an die Königlich Griechische Marine unter dem Namen Georgios Averoff. Dieses Schiff diente während seiner gesamten aktiven Dienstzeit als griechisches Flaggschiff und nahm an den Balkankriegen von 1912 bis 1913 teil, dabei kam sie in zwei Schlachten gegen die osmanische Flotte zum Einsatz. Im Zweiten Weltkrieg spielte sie eine untergeordnete Rolle im Konvoidienst für die Alliierten, nachdem sie während der Eroberung Griechenlands im Zweiten Weltkrieg der Beschlagnahme Anfang 1941 entkam. Beeinflusst durch die Griechische Nationale Befreiungsflotte meuterte die Mannschaft, aber die Meuterei wurde ohne Blutvergießen beendet. Die Georgios Averoff kehrte mit dem Ende der Besetzung Griechenlands Ende 1944 nach Griechenland zurück und wurde 1952 zum Museumsschiff. Sie ist der einzige weltweit noch existierende Panzerkreuzer.
Die beiden italienischen Einheiten nahmen am Italienisch-Türkischen Krieg von 1911 bis 1912 teil, in welchem sie die Bodentruppen in Libyen durch Deckungsfeuer bei der Eroberung von Städten in Libyen und von Inseln des Dodekanes-Archipels unterstützten. Im Ersten Weltkrieg spielten sie eine geringe Rolle, nachdem die Amalfi kurz nach Eintritt Italien in den Krieg 1915 durch ein deutsches U-Boot versenkt wurde. Ihr Schwesterschiff, die Pisa, wurde nach dem Krieg zum Schulschiff umgerüstet und 1937 auf Abbruch verkauft.

## Beschreibung
Die Pisa-Klasse wurde 1904 vom italienischen Ingenieur Giuseppe Orlando konstruiert, der versuchte, Bewaffnung und Panzerung der gerade in Dienst gestellten Regina-Elena-Klasse zu replizieren. Die Italiener klassifizierten große Panzerkreuzer wie die Pisa als Schlachtschiffe zweiter Klasse. Für Schiffe ihres Deplacements waren sie stark bewaffnet, aber schwächer als die während ihrer langen Konstruktionszeit eingeführten Schlachtkreuzer.
Die Schiffe der Pisa-Klasse hatten eine Länge zwischen den Loten von 130 Meter und eine Länge über alles von 140,50 Meter. Die Schiffsbreite lag bei 21 Meter, der Tiefgang betrug maximal 7,40 Meter. Die Schiffe verdrängten 9832 t normal und bis zu 10401–10600 t maximal. Die Schiffe der ‘Pisa’-Klasse hatten Besatzungen von je 32 Offizieren und 652 bis 655 Mannschaften.

### Antrieb
Die Schiffe wurden durch zwei Marine-Verbunddampfmaschinen, die auf je einen Propeller wirkten und durch 22 Belleville-Kessel gespeist wurden, angetrieben. Die Maschinen erreichten mit 20.000 PS eine Geschwindigkeit von bis zu 23,60 Knoten. Ihre Reichweite lag bei 2500 Seemeilen mit 12 Knoten und bei 1400 Seemeilen bei 21 Knoten.

### Bewaffnung

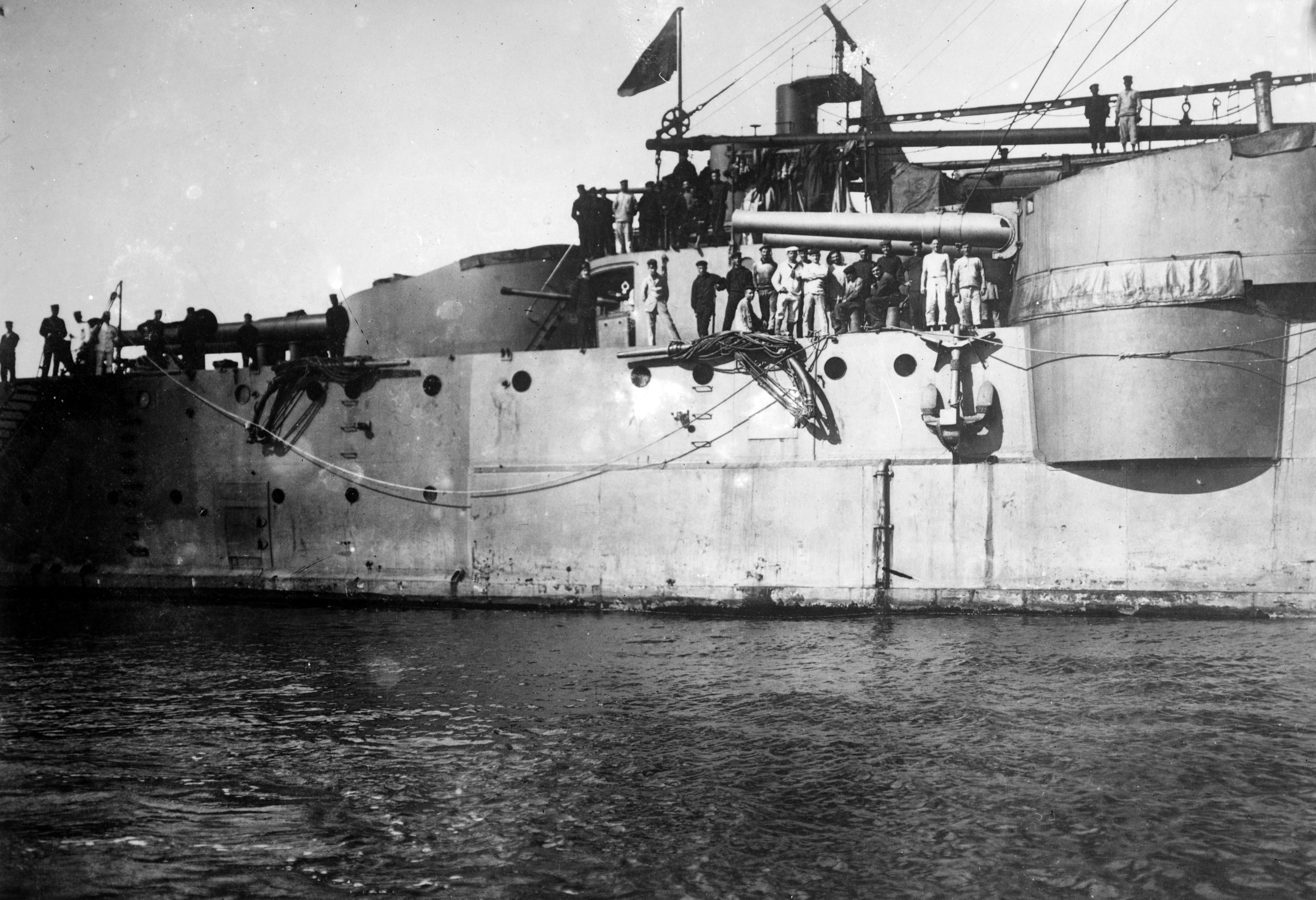
Achterliche Aufbauten und Geschütztürme der Pisa, aufgenommen etwa 1912. Der Turm links ist der hintere Hauptartillerieturm, der rechts einer der Sekundär-Artillerietürme.

Die Hauptbewaffnung der beiden italienischen Pisa-Klasse-Panzerkreuzer bestand aus vier Vickers 10-inch L/45 Marinegeschützen in Doppeltürmen. Sie konnten panzerbrechende Geschosse mit einer Mündungsgeschwindigkeit von 869 m/s abfeuern. Die Königlich-Griechische Marine bevorzugte das etwas kleinere Kaliber von 234 mm bzw. 9.20 inch für die Georgios Averoff, im Übrigen führte sie die gleichen Kaliber wie ihre italienischen Halbschwestern.
Die Schiffe führten je acht Geschütze im Kaliber 190 mm bzw. 7.5inch in vier hydraulisch betriebenen Zwillingstürmen, je zwei mittschiffs auf jeder Seite, als Sekundärbewaffnung. Die Geschütze (Modell 1906) der italienischen Schiffe stammten von Vickers und verschossen 91-kg-Granaten mit einer Mündungsgeschwindigkeit von 850 bis 870 m/s. Die 7.5-inch-Geschütze vom Typ Elswick ‘B’ auf der ‘‘Georgios Averoff’’ verschossen 90.7-kg-Granaten mit einer Mündungsgeschwindigkeit von 844 m/s.
Zur Abwehr gegen Torpedoboote führten alle drei Schiffe 16 drei-Zoll-Vickers-Geschütze, die 6,5-kg-Granaten mit einer Mündungsgeschwindigkeit von 930 m/s verfeuerten. Die Pisa und Amalfi führten zusätzlich acht, die Georgios Averoff vier Vickers-Dreipfünder (47-mm-Geschütze Modell 1908). Die beiden italienischen Schiffe besaßen drei Unterwasser-Torpedorohre von 450 mm Durchmesser, die drei Torpedorohre der Georgios Averoff maßen 457 mm.
Während des Ersten Weltkriegs wurden die alten 76-mm- und 47-mm-Geschütze auf der Pisa durch 20 Geschütze vom Typ Cannon 76/40 Model 1916 ersetzt; sechs davon waren Luftabwehrgeschütze, während die Georgios Averoff nur ein zusätzliches 76-mm-Flak-Geschütz erhielt. Im Zuge der Umrüstung von 1925 wurde ihre leichte Artillerie gegen vier 76-mm- und vier 47-mm-Seeziel-Geschütze sowie zwei 76-mm- und fünf 40-mm-Fla-Geschütze ausgetauscht.

### Panzerung
Alle drei Schiffe besaßen einen Gürtelpanzer, der mittschiffs 200 mm maß und an Bug und Heck auf 90 mm abnahm. Die Deckspanzerung lag bei 51 mm, der Kommandoturm war mit 180 mm, die Hauptartillerie-Türme mit 160 mm, die Sekundär-Artillerie-Türme mit 140 mm starken Panzerungen geschützt.

## Schiffe
| Name             | Bauwerft                    | Kiellegung       | Stapellauf         | Fertigstellung    | Ende                                                                |
| ---------------- | --------------------------- | ---------------- | ------------------ | ----------------- | ------------------------------------------------------------------- |
| Pisa             | Orlando, Livorno            | 20. Februar 1905 | 15. September 1907 | 1. September 1909 | Außer Dienst 28. April 1937                                         |
| Amalfi           | Odero, Genua-Sestri Ponente | 24. Juli 1905    | 5. Mai 1908        | 1. September 1909 | gesunken 7. Juli 1915                                               |
| Georgios Averoff | Orlando, Livorno            | 1907             | 12. März 1910      | 16. Mai 1911      | Schulschiff/Flaggschiff, Insel Poros, 1952–1983 Museumsschiff, 1984 |

## Lebensläufe
Zwei der drei ‘‘Pisa’’-Klasse-Panzerkreuzer wurden tatsächlich für die italienische ‘‘Regia Marina’’ gebaut. Der Bau des dritten Schiffes erfolgte ‘‘auf Verdacht’’ und wurde schließlich an Griechenland verkauft und als ‘‘Georgios Averoff’’ fertiggestellt, benannt nach einem reichen griechischen Geschäftsmann, der testamentarisch der griechischen Marine eine beträchtliche Summe vermacht hatte. Das Schiff nahm kurz nach seiner Indienststellung an den Krönungsfeierlichkeiten von George V. von Großbritannien teil. Es diente in den Balkankriegen und trug entscheidend zu den griechischen Siegen über die Türken in den Seeschlachten von Elli und Lemnos während des Ersten Balkankrieges bei. Während des Ersten Weltkrieges wurde die ‘‘Georgios Averoff’’ kaum eingesetzt, weil Griechenland in den ersten Kriegsjahren neutral war. Nach den November-Unruhen von 1916 wurde das Schiff von Frankreich beschlagnahmt, um sicherzustellen, dass es nicht gegen die Entente eingesetzt werden konnte. Nach Ende des Ersten Weltkriegs nahm das Schiff am Griechisch-Türkischen Krieg von 1919 bis 1922 teil und wirkte bei der Evakuierung der Flüchtlinge nach dem Rückzug der griechischen Armee mit. Von 1925 bis –27 wurde die ‘‘Georgios Averoff’’ überholt und neu ausgerüstet.
Während des fehlgeschlagenen Staatsstreichs von 1935 wurde das Schiff von den Rebellen besetzt. Es war bei der Flottenschau zum Silbernen Thronjubiläum von König George V. zugegen. Im Zweiten Weltkrieg entkam das Schiff nach Ägypten, nachdem die alliierte Widerstand gegen die Besetzung Griechenlands 1941 zusammenbrach. Die ‘‘Georgios Averoff’’ leistete bis Ende 1942 Patrouillen- und Geleitdienste im Indischen Ozean. Ihre Mannschaft meuterte im Frühjahr 1944 unter dem Einfluss kommunistischer Sympathisanten der Griechischen Nationalen Befreiungsflotte. Die Meuterei wurde unterdrückt, und das Schiff brachte die griechische Exilregierung 1944 zurück nach Athen. Die ‘‘Georgios Averoff’’ wurde 1952 außer Dienst gestellt und wird seitdem als Museumsschiff in der Bucht von Paleo Faliro bei Athen erhalten. ‘‘Georgios Averoff’’ ist weltweit der einzige noch existierende Panzerkreuzer.

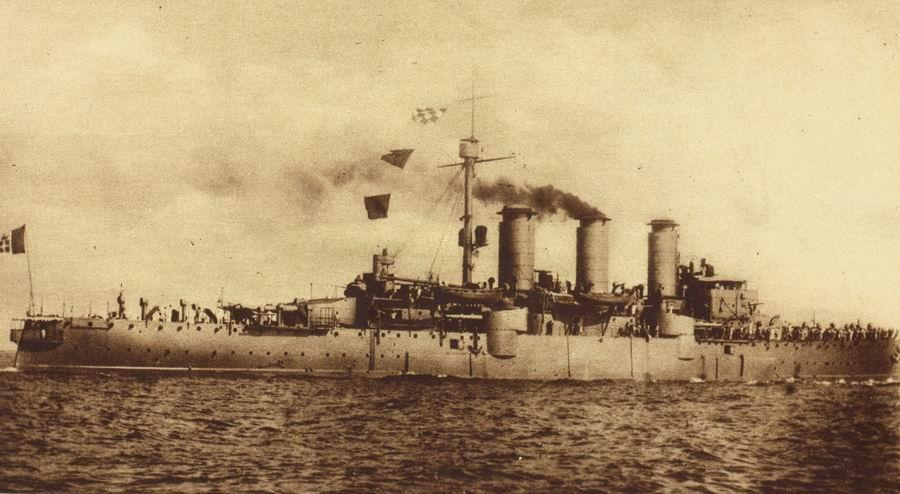
Amalfi unterwegs mit kleiner Fahrt

Pisa und Amalfi nahmen beide am Italienisch-Türkischen Krieg von 1911 bis 1912 teil, bei dem Pisa die Besetzung von Tobruk, Libyen und mehreren Dodekanes-Inseln unterstützte, während Amalfi kurzzeitig Tripoli blockierte und die Okkupation von Derna, Libyen sicherte. Die Schwesterschiffe kamen 1912 zusammen und beschossen die Verteidigungsstellungen am Eingang zu den Dardanellen in Juli. Nach Ende dieses Krieges geleitete die Amalfi das italienische Königspaar 1913 auf der Königlichen Jacht zu einem Besuch nach Deutschland und Schweden.
Nachdem die Amalfi durch das U-Boot österreichisch-ungarische SMU-26 (eigentlich das Kaiserlich-Deutsche U-Boot SM UB-14 unter österreichisch-ungarischer Flagge) am 7. Juli 1915 versenkt worden war, wurden die Einsätze der Pisa aus Furcht vor U-Boot-Angriffen eingeschränkt, auch wenn das Schiff an der Beschießung von Durazzo Ende 1918 in Albanien teilnahm. Nach dem Krieg diente die Pisa als Übungsschiff und wurde 1937 aus der Liste der aktiven Schiffe gestrichen und bald danach verschrottet.